# Cruz de Montealegre
La Cruz de Montealegre es un monumento[cita requerida] ubicado junto a un mirador en el parque forestal homónimo de la ciudad de Orense, en Galicia (España), situado sobre un conjunto rocoso desde el que se puede divisar una panorámica de la ciudad.

## Historia
El diseño de la cruz original, fechada en 1891, generó tal grado de polémica por sus suspuestas inscripciones masónico-naturistas (estando el obispo Cesáreo Rodrigo entre sus principales detractores) que tuvo que ser repicada para poder mantenerla en el mismo lugar, si bien terminó siendo dinamitada por alguien anónimo, instalándose una nueva sin ningún tipo de ornamentación en mayo de 1898, de la que actualmente solo se conserva la base debido a su destrucción en 1935, encontrándose hoy en día otra de fecha más reciente.